# Доњи Тодорак
Доњи Тодорак или Доњи Тодораћ (грч. Κάτω Θεοδωράκι, Като Теодораки) је насељено место у општини Кукуш у периферији Средишња Македонија, Грчка. Према попису из 2021. године било је 74 становника.
Према бугарском географу и историчару, Василу Канчову, у Доњем Тодораку је 1900. године живело 1.080 Словена хришћана. Током Другог балканског рата село је настрадало од грчке војске а већина словенског становништва је протерана. Године 1924. преостало словенско становништво је принудно исељено у Бугарску (460 особа) а на њихово место су насељене грчке избегличке породице из Турске, касније и неколико каракачанских породица. На попису из 1928. године Доњи Тодорак је имао 390 становника.